# Rio San Martino
Rio San Martino is een plaats (frazione) in de Italiaanse gemeente Scorzè.